# S/2007 S 5
S/2007 S 5 es un satélite natural de Saturno descubierto por Scott S. Sheppard, David C. Jewitt, Jan T. Kleyna, Edward J. Ashton, Brett J. Gladman, Jean-Marc Petit y Mike Alexandersen en 2007 utilizando el telescopio Subaru en los observatorios de Mauna Kea. Fue anunciado por el Centro de Planetas Menores el 5 de mayo de 2023 luego de un periodo de 17 observaciones entre el 5 de enero de 2005 y el 9 de julio de 2021 en el que se confirmó la órbita del satélite.

## Características orbitales
S/2007 S 5 orbita a Saturno en 748.50 días (2 años y 18 días) con un semieje mayor de 15 861 200 km. Su excentricidad orbital es de 0.116 y su inclinación orbital es de 160.3°.
S/2007 S 5 es parte del grupo Nórdico, un cúmulo dinámico de satélites irregulares retrógrados de Saturno que siguen órbitas similares.

## Características físicas
Tiene un diámetro de aproximadamente 2 kilómetros para una magnitud absoluta de 16.2.